# Campsicnemus zimmermani
Campsicnemus zimmermani är en tvåvingeart som beskrevs av Neal L. Evenhuis 1997. Campsicnemus zimmermani ingår i släktet Campsicnemus och familjen styltflugor. Inga underarter finns listade i Catalogue of Life.